# Follow the Leader (álbum de Eric B. & Rakim)
Follow the Leader es el segundo álbum de estudio del dúo estadounidense de hip hop Eric B. & Rakim, publicado el 25 de julio de 1988 en el sello subsidiario de MCA Uni Records. Es la continuación de su álbum de debut Paid in Full (1987). El álbum fue grabado en el estudio Power Play Studios de Nueva York y producido, arreglado y compuesto por el dúo, con contribuciones adicionales del hermano de Eric B. Stevie Blass Griffin. 

## Lista de canciones
| #  | Título                    | Samples | Duración |
| -- | ------------------------- | --- | -------- |
| 1  | "Follow the Leader"       | - "Nautilus" por Bob James - "Listen To Me" por Baby Huey - "I Wouldn't Change a Thing" por Coke Escovedo - "I Know You Got Soul" por Eric B. & Rakim | 5:36     |
| 2  | "Microphone Fiend"        | - "Schoolboy Crush" por The Average White Band - "Change le Beat" por B-Side & Fab Five Freddy                                                        | 5:17     |
| 3  | "Lyrics of Fury"          | - "Funky Drummer" por James Brown - "No Head, No Backstage Pass" por Funkadelic                                                                       | 4:15     |
| 4  | "Eric B. Never Scared"    | - "Those Shoes" por Eagles - "Get Up, Stand Up" por Bob Marley & The Wailers                                                                          | 5:21     |
| 5  | "Just a Beat"             | - "Pussyfooter" por Jackie Robinson | 2:07     |
| 6  | "Put Your Hands Together" | - "Long Red" por Mountain - "Handclapping Song" por The Meters - "Give It To You" por Upp - "Scratchin" por Magic Disco Machine                       | 5:15     |
| 7  | "To the Listeners"        | - "God Make Me Funky" por The Headhunters | 4:32     |
| 8  | "No Competition"          | - "Space Funk" por Manzels | 3:52     |
| 9  | "The R"                   | - "Rock Creek Park" por The Blackbyrds - "Space Funk" por Manzels                                                                                     | 3:55     |
| 10 | "Musical Massacre"        | - "It's Just Begun" por Jimmy Castor Bunch - "Change Le Beat" por B-Side & Fab Five Freddy - "I Know You Got Soul" por Eric B. & Rakim                | 4:29     |
| 11 | "Beats for the Listeners" | - "God Make Me Funky" por The Headhunters | 4:08     |

## Personal
Créditos para Follow the Leader tomados de Allmusic.
- Patrick Adams – ingeniero
- Carlton Batts – ingeniero
- Eric B. & Rakim – vocales, producción
- Eric B. – intérprete
- Stevie Blass Griffin – compositor, intérprete
- Rakim – arreglos, producción

## Listas de éxitos
| Lisstas (1988)           | Máxima posición |
| ------------------------ | --------------- |
| EE. UU. Top Pop Albums   | 22              |
| EE. UU. Top Black Albums | 7               |

## Reedición
- Edición remasterizada expandida (Geffen/Interscope/Universal 988 042) (2005, 1 CD)